# Voleibol nos Jogos Olímpicos de Verão de 2012 - Masculino
O torneio masculino de voleibol nos Jogos Olímpicos de Verão de 2012 foi realizado no Earls Court Exhibition Centre entre 27 de julho e 12 de agosto. As doze equipes participantes foram divididas igualmente em dois grupos de seis. Cada equipe jogou com todos as outros do grupo. As quatro melhores seleções de cada grupo passaram as quartas de finais, com as vencedoras se classificando as semifinais e final. Os perdedores das semifinais disputaram a medalha de bronze.
Na final, o Brasil disputou o título pela terceira vez consecutiva, em uma partida contra a Rússia, que virou o jogo e venceu por 3 sets a 2.

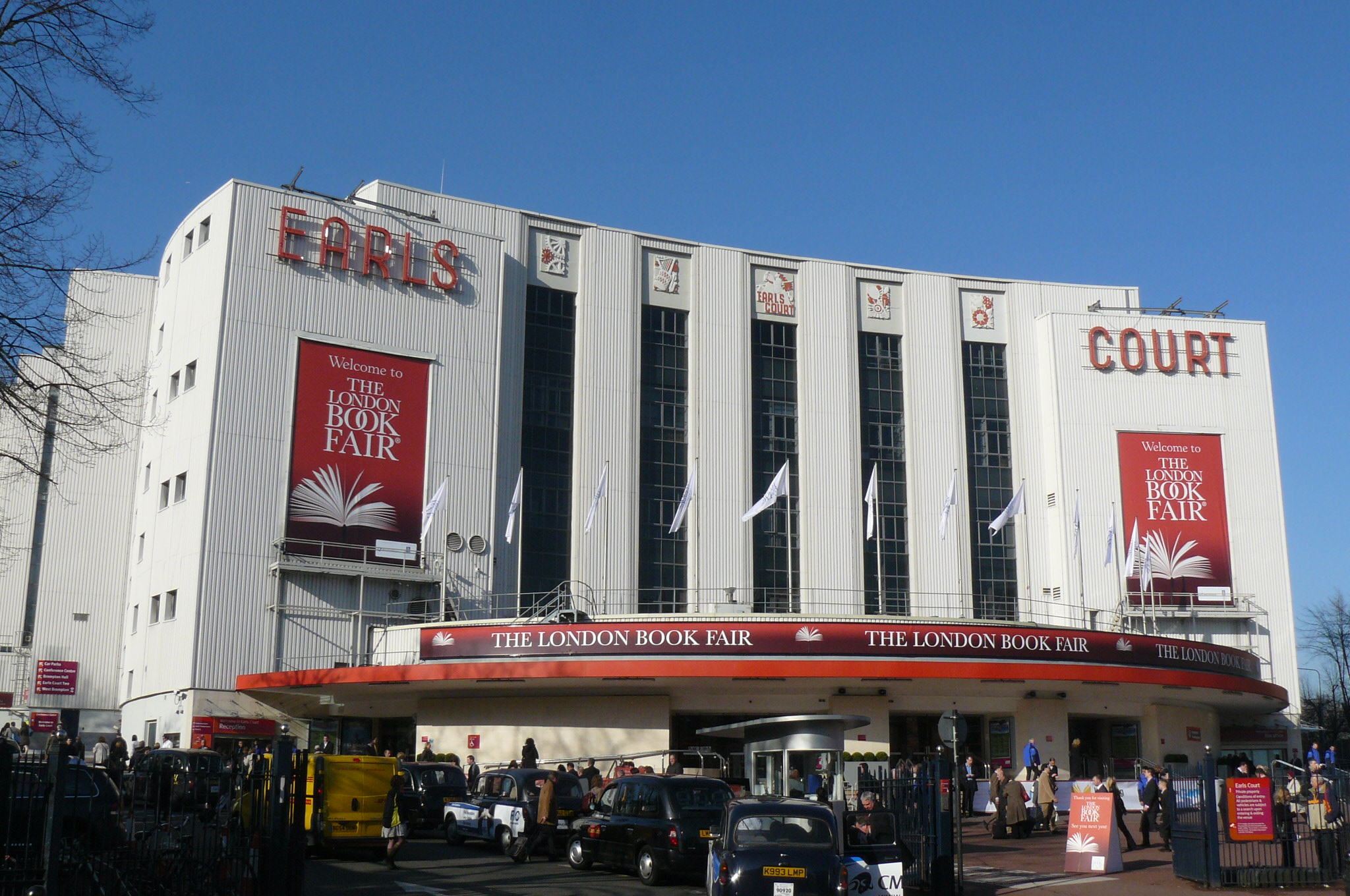
Earls Court Exhibition Centre, o local das competições de voleibol dos Jogos Olímpicos de 2012.

## Medalhistas
|  | RUS Rússia |  | BRA Brasil |  | ITA Itália |
|  | Nikolay Apalikov Taras Khtey Sergey Grankin Sergey Tetyukhin Aleksandr Sokolov Yury Berezhko Aleksandr Butko Dmitriy Muserskiy Dmitriy Ilinikh Maxim Mikhaylov Aleksandr Volkov Aleksey Obmochaev |  | Bruno Rezende Wallace de Souza Sidnei dos Santos Júnior Leandro Vissotto Neves Gilberto Godoy Filho Murilo Endres Sérgio Dutra Santos Thiago Alves Rodrigo Santana Lucas Saatkamp Ricardo Garcia Dante Amaral |  | Luigi Mastrangelo Simone Parodi Samuele Papi Michal Lasko Ivan Zaytsev Dante Boninfante Cristian Savani Dragan Travica Alessandro Fei Emanuele Birarelli Andrea Bari Andrea Giovi |

## Qualificação
| Torneio de qualificação        | Data                                   | Sede           | Vagas | Qualificados              |
| ------------------------------ | -------------------------------------- | -------------- | ----- | ------------------------- |
| Copa do Mundo de 2011          | 20 de novembro – 4 de dezembro de 2011 | Japão          | 3     | Rússia · Polônia · Brasil |
| Pré-Olímpico da África         | 17 de janeiro – 21 de janeiro de 2012  | Camarões       | 1     | Tunísia                   |
| Pré-Olímpico da NORCECA        | 7–12 de maio de 2012                   | Estados Unidos | 1     | Estados Unidos            |
| Pré-Olímpico da Europa         | 8–13 de maio de 2012                   | Bulgária       | 1     | Itália                    |
| Pré-Olímpico da América do Sul | 11–13 maio de 2012                     | Argentina      | 1     | Argentina                 |
| Pré-Olímpico da Ásia1          | 2–10 de junho de 2012                  | Japão          | 1     | Austrália                 |
| Pré-Olímpico Mundial 11        | 2–10 de junho de 2012                  | Japão          | 1     | Sérvia                    |
| Pré-Olímpico Mundial 2         | 8–10 de junho de 2012                  | Alemanha       | 1     | Alemanha                  |
| Pré-Olímpico Mundial 3         | 8–10 de junho de 2012                  | Bulgária       | 1     | Bulgária                  |
| País-sede                      | –                                      | –              | 1     | Grã-Bretanha              |
| Total                          |                                        |                | 12    |                           |

↑1  O Torneio Pré-Olímpico Mundial 1 e o Asiático foram disputados simultaneamente.

## Fase de grupos
Todos as partidas seguem o horário de Londres (UTC+1).

### Grupo A
|     |              |     | Jogos | Jogos | Jogos | Pontos | Pontos | Pontos | Sets | Sets | Sets  |
| Pos | Equipe       | Pts | T     | V     | D     | V      | P      | R      | V    | P    | R     |
| --- | ------------ | --- | ----- | ----- | ----- | ------ | ------ | ------ | ---- | ---- | ----- |
| 1   | Bulgária     | 9   | 4     | 3     | 1     | 407    | 390    | 1.044  | 13   | 4    | 3.250 |
| 2   | Polônia      | 9   | 4     | 3     | 1     | 433    | 374    | 1.158  | 11   | 7    | 1.571 |
| 3   | Argentina    | 9   | 5     | 3     | 2     | 382    | 367    | 1.041  | 13   | 7    | 1.857 |
| 4   | Itália       | 8   | 4     | 3     | 1     | 426    | 413    | 1.031  | 10   | 9    | 1.111 |
| 5   | Austrália    | 3   | 4     | 1     | 3     | 395    | 397    | 0.995  | 8    | 10   | 0.800 |
| 6   | Grã-Bretanha | 0   | 5     | 0     | 5     | 274    | 376    | 0.729  | 0    | 15   | 0,000 |

| 29 de julho 09:30 Relatório | Grã-Bretanha | 0 — 3                         | Bulgária | Earls Court Exhibition Centre, Londres Público: 14 000 Árbitro(s): CHN Wang Ning JPN Akihiko Tano |
| 29 de julho 09:30 Relatório | 18 20 24     | Set 1 Set 2 Set 3 Set 4 Set 5 | 25 26    | Earls Court Exhibition Centre, Londres Público: 14 000 Árbitro(s): CHN Wang Ning JPN Akihiko Tano |

| 29 de julho 14:45 Relatório | Austrália | 0 — 3                         | Argentina | Earls Court Exhibition Centre, Londres Público: 11 500 Árbitro(s): EGY Mohamed Nasr Shaaban ESP Susana Rodríguez |
| 29 de julho 14:45 Relatório | 21 22 20  | Set 1 Set 2 Set 3 Set 4 Set 5 | 25        | Earls Court Exhibition Centre, Londres Público: 11 500 Árbitro(s): EGY Mohamed Nasr Shaaban ESP Susana Rodríguez |

| 29 de julho 20:00 Relatório | Itália      | 1 — 3                         | Polônia | Earls Court Exhibition Centre, Londres Público: 15 000 Árbitro(s): ARG Rolando Cholakian SRB Zorica Bjelić |
| 29 de julho 20:00 Relatório | 25 20 23 14 | Set 1 Set 2 Set 3 Set 4 Set 5 | 21 25   | Earls Court Exhibition Centre, Londres Público: 15 000 Árbitro(s): ARG Rolando Cholakian SRB Zorica Bjelić |

| 31 de julho 11:30 Relatório | Polônia     | 1 — 3                         | Bulgária    | Earls Court Exhibition Centre, Londres Público: 11 300 Árbitro(s): RUS Andrey Zenovich JPN Akihiko Tano |
| 31 de julho 11:30 Relatório | 22 27 25 23 | Set 1 Set 2 Set 3 Set 4 Set 5 | 25 29 13 25 | Earls Court Exhibition Centre, Londres Público: 11 300 Árbitro(s): RUS Andrey Zenovich JPN Akihiko Tano |

| 31 de julho 14:45 Relatório | Itália   | 3 — 1                         | Argentina   | Earls Court Exhibition Centre, Londres Público: 12 500 Árbitro(s): QAT Ibrahim Al-Naama NED Frans Loderus |
| 31 de julho 14:45 Relatório | 25 21 25 | Set 1 Set 2 Set 3 Set 4 Set 5 | 17 25 17 23 | Earls Court Exhibition Centre, Londres Público: 12 500 Árbitro(s): QAT Ibrahim Al-Naama NED Frans Loderus |

| 31 de julho 20:00 Relatório | Grã-Bretanha | 0 — 3                         | Austrália | Earls Court Exhibition Centre, Londres Público: 14 000 Árbitro(s): GRE Georgios Karampetsos BRA Rogério Espicalski |
| 31 de julho 20:00 Relatório | 15 18 20     | Set 1 Set 2 Set 3 Set 4 Set 5 | 25        | Earls Court Exhibition Centre, Londres Público: 14 000 Árbitro(s): GRE Georgios Karampetsos BRA Rogério Espicalski |

| 2 de agosto 11:30 Relatório | Austrália | 0 — 3                         | Bulgária | Earls Court Exhibition Centre, Londres Público: 12 000 Árbitro(s): CHN Wang Ning RUS Andrey Zenovich |
| 2 de agosto 11:30 Relatório | 23 21 22  | Set 1 Set 2 Set 3 Set 4 Set 5 | 25       | Earls Court Exhibition Centre, Londres Público: 12 000 Árbitro(s): CHN Wang Ning RUS Andrey Zenovich |

| 2 de agosto 16:45 Relatório | Polônia | 3 — 0                         | Argentina | Earls Court Exhibition Centre, Londres Público: 13 000 Árbitro(s): GRE Georgios Karampetsos QAT Ibrahim Al-Naama |
| 2 de agosto 16:45 Relatório | 25      | Set 1 Set 2 Set 3 Set 4 Set 5 | 18 20 16  | Earls Court Exhibition Centre, Londres Público: 13 000 Árbitro(s): GRE Georgios Karampetsos QAT Ibrahim Al-Naama |

| 2 de agosto 22:00 Relatório | Grã-Bretanha | 0 — 3                         | Itália | Earls Court Exhibition Centre, Londres Público: 11 500 Árbitro(s): BRA Rogério Espicalski EGY Mohamed Nasr Shaaban |
| 2 de agosto 22:00 Relatório | 19 16 20     | Set 1 Set 2 Set 3 Set 4 Set 5 | 25     | Earls Court Exhibition Centre, Londres Público: 11 500 Árbitro(s): BRA Rogério Espicalski EGY Mohamed Nasr Shaaban |

| 4 de agosto 11:30 Relatório | Grã-Bretanha | 0 — 3                         | Polônia | Earls Court Exhibition Centre, Londres Público: 14 900 Árbitro(s): QAT Ibrahim Al-Naama GRE Georgios Karampetsos |
| 4 de agosto 11:30 Relatório | 16 19 18     | Set 1 Set 2 Set 3 Set 4 Set 5 | 25      | Earls Court Exhibition Centre, Londres Público: 14 900 Árbitro(s): QAT Ibrahim Al-Naama GRE Georgios Karampetsos |

| 4 de agosto 14:45 Relatório | Austrália   | 2 — 3                         | Itália      | Earls Court Exhibition Centre, Londres Público: 11 500 Árbitro(s): RUS Andrey Zenovich BRA Rogério Espicalski |
| 4 de agosto 14:45 Relatório | 25 21 14 13 | Set 1 Set 2 Set 3 Set 4 Set 5 | 21 18 25 15 | Earls Court Exhibition Centre, Londres Público: 11 500 Árbitro(s): RUS Andrey Zenovich BRA Rogério Espicalski |

| 4 de agosto 20:00 Relatório | Argentina | 3 — 1                         | Bulgária    | Earls Court Exhibition Centre, Londres Público: 14 500 Árbitro(s): NED Frans Loderus JPN Akihiko Tano |
| 4 de agosto 20:00 Relatório | 25 21 25  | Set 1 Set 2 Set 3 Set 4 Set 5 | 18 25 19 20 | Earls Court Exhibition Centre, Londres Público: 14 500 Árbitro(s): NED Frans Loderus JPN Akihiko Tano |

| 6 de agosto 09:30 Relatório | Austrália | 3 — 1                         | Polônia     | Earls Court Exhibition Centre, Londres Público: 12 000 Árbitro(s): BRA Rogério Espicalsky RUS Andrey Zenovich |
| 6 de agosto 09:30 Relatório | 25 18 25  | Set 1 Set 2 Set 3 Set 4 Set 5 | 21 22 25 22 | Earls Court Exhibition Centre, Londres Público: 12 000 Árbitro(s): BRA Rogério Espicalsky RUS Andrey Zenovich |

| 6 de agosto 14:45 Relatório | Itália   | 0 — 3                         | Bulgária | Earls Court Exhibition Centre, Londres Público: 14 000 Árbitro(s): JPN Akihiko Tano HUN Bela Hobor |
| 6 de agosto 14:45 Relatório | 30 20 19 | Set 1 Set 2 Set 3 Set 4 Set 5 | 32 25    | Earls Court Exhibition Centre, Londres Público: 14 000 Árbitro(s): JPN Akihiko Tano HUN Bela Hobor |

| 6 de agosto 16:45 Relatório | Grã-Bretanha | 0 — 3                         | Argentina | Earls Court Exhibition Centre, Londres Público: 13 750 Árbitro(s): DOM Denny Céspedes SRB Zorica Bjelić |
| 6 de agosto 16:45 Relatório | 18 18 15     | Set 1 Set 2 Set 3 Set 4 Set 5 | 25        | Earls Court Exhibition Centre, Londres Público: 13 750 Árbitro(s): DOM Denny Céspedes SRB Zorica Bjelić |

### Grupo B

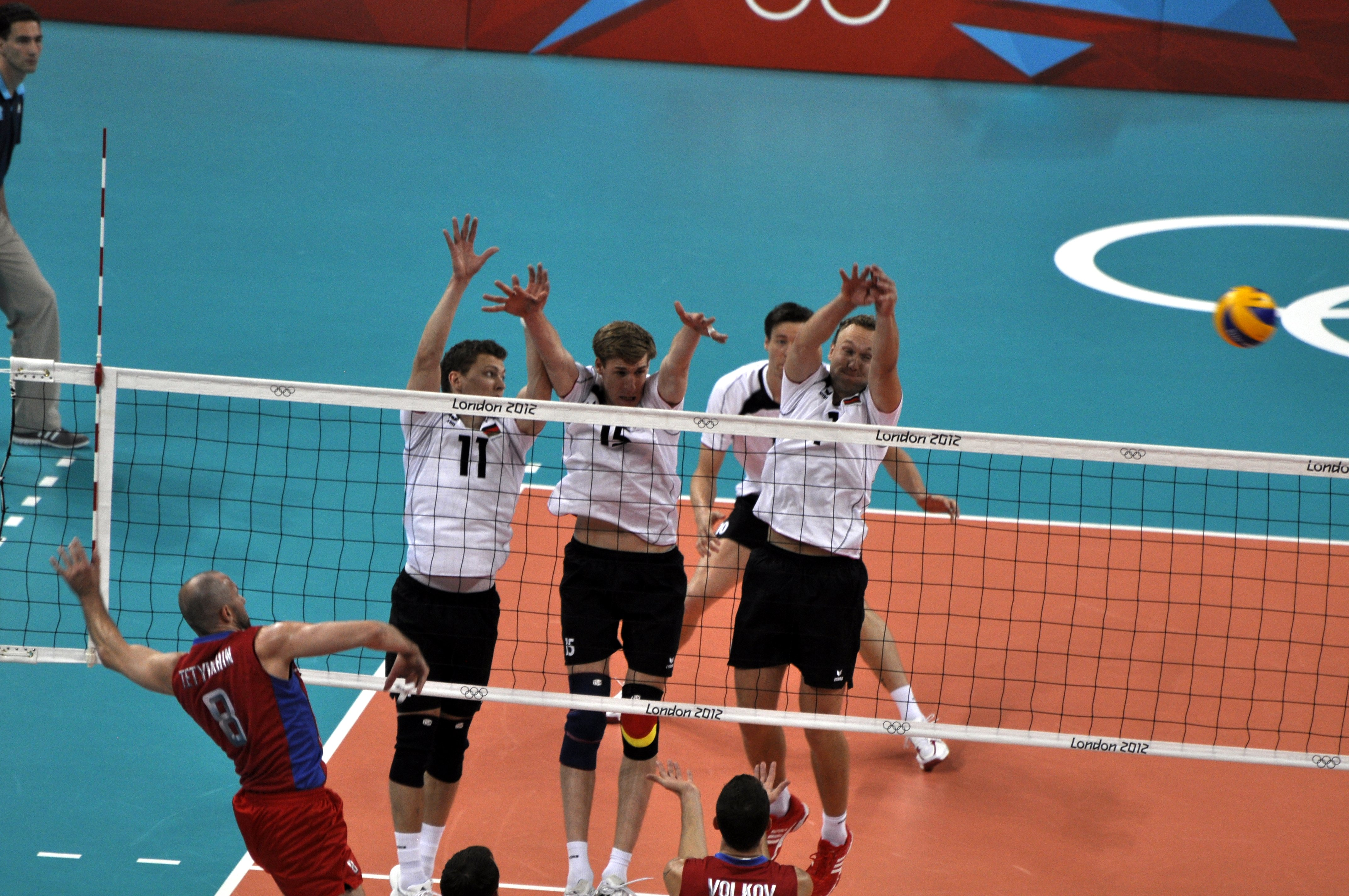
Partida entre Alemanha e Rússia

|     |                |     | Jogos | Jogos | Jogos | Pontos | Pontos | Pontos | Sets | Sets | Sets  |
| Pos | Equipe         | Pts | T     | V     | D     | V      | P      | R      | V    | P    | R     |
| --- | -------------- | --- | ----- | ----- | ----- | ------ | ------ | ------ | ---- | ---- | ----- |
| 1   | Estados Unidos | 10  | 4     | 3     | 1     | 427    | 370    | 1.154  | 14   | 4    | 3.500 |
| 2   | Brasil         | 8   | 4     | 3     | 1     | 343    | 317    | 1.082  | 10   | 5    | 2,000 |
| 3   | Rússia         | 8   | 4     | 3     | 1     | 408    | 352    | 1.159  | 12   | 5    | 2.400 |
| 4   | Alemanha       | 5   | 4     | 2     | 2     | 317    | 313    | 1.013  | 6    | 8    | 0.750 |
| 5   | Sérvia         | 5   | 4     | 1     | 3     | 413    | 455    | 0.908  | 7    | 13   | 0.538 |
| 6   | Tunísia        | 0   | 4     | 0     | 4     | 294    | 395    | 0.744  | 1    | 15   | 0.067 |

| 29 de julho 11:30 Relatório | Rússia | 3 — 0                         | Alemanha | Earls Court Exhibition Centre, Londres Público: 12 500 Árbitro(s): ITA Simone Santi NED Frans Loderus |
| 29 de julho 11:30 Relatório | 31 25  | Set 1 Set 2 Set 3 Set 4 Set 5 | 29 18 17 | Earls Court Exhibition Centre, Londres Público: 12 500 Árbitro(s): ITA Simone Santi NED Frans Loderus |

| 29 de julho 16:45 Relatório | Estados Unidos | 3 — 0                         | Sérvia   | Earls Court Exhibition Centre, Londres Público: 12 000 Árbitro(s): HUN Bela Hobor DOM Denny Céspedes |
| 29 de julho 16:45 Relatório | 25             | Set 1 Set 2 Set 3 Set 4 Set 5 | 17 22 21 | Earls Court Exhibition Centre, Londres Público: 12 000 Árbitro(s): HUN Bela Hobor DOM Denny Céspedes |

| 29 de julho 22:00 Relatório | Brasil | 3 — 0                         | Tunísia  | Earls Court Exhibition Centre, Londres Público: 10 000 Árbitro(s): QAT Ibrahim Al-Naama GBR Brian McDougall |
| 29 de julho 22:00 Relatório | 25     | Set 1 Set 2 Set 3 Set 4 Set 5 | 17 21 18 | Earls Court Exhibition Centre, Londres Público: 10 000 Árbitro(s): QAT Ibrahim Al-Naama GBR Brian McDougall |

| 31 de julho 09:30 Relatório | Sérvia | 3 — 1                         | Tunísia     | Earls Court Exhibition Centre, Londres Público: 10 500 Árbitro(s): DOM Denny Céspedes PUR José Vélez |
| 31 de julho 09:30 Relatório | 25     | Set 1 Set 2 Set 3 Set 4 Set 5 | 15 21 25 18 | Earls Court Exhibition Centre, Londres Público: 10 500 Árbitro(s): DOM Denny Céspedes PUR José Vélez |

| 31 de julho 16:45 Relatório | Estados Unidos | 3 — 0                         | Alemanha | Earls Court Exhibition Centre, Londres Público: 13 000 Árbitro(s): EGY Mohamed Nasr Shaaban ARG Rolando Cholakian |
| 31 de julho 16:45 Relatório | 25             | Set 1 Set 2 Set 3 Set 4 Set 5 | 23 16 20 | Earls Court Exhibition Centre, Londres Público: 13 000 Árbitro(s): EGY Mohamed Nasr Shaaban ARG Rolando Cholakian |

| 31 de julho 22:00 Relatório | Brasil | 3 — 0                         | Rússia   | Earls Court Exhibition Centre, Londres Público: 14 800 Árbitro(s): HUN Bela Hobor CHN Wang Ning |
| 31 de julho 22:00 Relatório | 25     | Set 1 Set 2 Set 3 Set 4 Set 5 | 21 23 21 | Earls Court Exhibition Centre, Londres Público: 14 800 Árbitro(s): HUN Bela Hobor CHN Wang Ning |

| 2 de agosto 09:30 Relatório | Sérvia          | 2 — 3                         | Alemanha    | Earls Court Exhibition Centre, Londres Público: 14 000 Árbitro(s): HUN Bela Hobor ARG Rolando Cholakian |
| 2 de agosto 09:30 Relatório | '25 29 18 20 18 | Set 1 Set 2 Set 3 Set 4 Set 5 | 22 27 25 20 | Earls Court Exhibition Centre, Londres Público: 14 000 Árbitro(s): HUN Bela Hobor ARG Rolando Cholakian |

| 2 de agosto 14:45 Relatório | Rússia | 3 — 0                         | Tunísia  | Earls Court Exhibition Centre, Londres Público: 13 000 Árbitro(s): JPN Akihiko Tano CAN Mitchell Davidson |
| 2 de agosto 14:45 Relatório | 25     | Set 1 Set 2 Set 3 Set 4 Set 5 | 21 15 23 | Earls Court Exhibition Centre, Londres Público: 13 000 Árbitro(s): JPN Akihiko Tano CAN Mitchell Davidson |

| 2 de agosto 20:00 Relatório | Brasil      | 1 — 3                         | Estados Unidos | Earls Court Exhibition Centre, Londres Público: 11 500 Árbitro(s): NED Frans Loderus PUR José Vélez |
| 2 de agosto 20:00 Relatório | 25 25 19 17 | Set 1 Set 2 Set 3 Set 4 Set 5 | 23 27 25       | Earls Court Exhibition Centre, Londres Público: 11 500 Árbitro(s): NED Frans Loderus PUR José Vélez |

| 4 de agosto 09:30 Relatório | Alemanha | 3 — 0                         | Tunísia | Earls Court Exhibition Centre, Londres Público: 11 000 Árbitro(s): GBR Brian McDougall DOM Denny Céspedes |
| 4 de agosto 09:30 Relatório | 25       | Set 1 Set 2 Set 3 Set 4 Set 5 | 16 16   | Earls Court Exhibition Centre, Londres Público: 11 000 Árbitro(s): GBR Brian McDougall DOM Denny Céspedes |

| 4 de agosto 16:45 Relatório | Rússia         | 3 — 2                         | Estados Unidos | Earls Court Exhibition Centre, Londres Público: 13 650 Árbitro(s): HUN Bela Hobor ARG Rolando Cholakian |
| 4 de agosto 16:45 Relatório | 27 19 26 25 15 | Set 1 Set 2 Set 3 Set 4 Set 5 | 29 25 24 16 8  | Earls Court Exhibition Centre, Londres Público: 13 650 Árbitro(s): HUN Bela Hobor ARG Rolando Cholakian |

| 4 de agosto 22:00 Relatório | Brasil         | 3 — 2                         | Sérvia        | Earls Court Exhibition Centre, Londres Público: 11 000 Árbitro(s): CHN Wang Ning ITA Simone Santi |
| 4 de agosto 22:00 Relatório | 22 25 20 25 15 | Set 1 Set 2 Set 3 Set 4 Set 5 | 25 15 25 22 9 | Earls Court Exhibition Centre, Londres Público: 11 000 Árbitro(s): CHN Wang Ning ITA Simone Santi |

| 6 de agosto 11:30 Relatório | Rússia | 3 — 0                         | Sérvia   | Earls Court Exhibition Centre, Londres Público: 12 000 Árbitro(s): ARG Rolando Cholakian ESP Susana Rodríguez |
| 6 de agosto 11:30 Relatório | 25     | Set 1 Set 2 Set 3 Set 4 Set 5 | 15 20 17 | Earls Court Exhibition Centre, Londres Público: 12 000 Árbitro(s): ARG Rolando Cholakian ESP Susana Rodríguez |

| 6 de agosto 20:00 Relatório | Estados Unidos | 3 — 0                         | Tunísia | Earls Court Exhibition Centre, Londres Público: 11 000 Árbitro(s): GRE Georgios Karampetsos CAN Mitchell Davidson |
| 6 de agosto 20:00 Relatório | 25             | Set 1 Set 2 Set 3 Set 4 Set 5 | 15 19   | Earls Court Exhibition Centre, Londres Público: 11 000 Árbitro(s): GRE Georgios Karampetsos CAN Mitchell Davidson |

| 6 de agosto 22:00 Relatório | Brasil | 3 — 0                         | Alemanha | Earls Court Exhibition Centre, Londres Público: 12 000 Árbitro(s): ITA Simone Santi CZE Karin Zahorcova |
| 6 de agosto 22:00 Relatório | 25     | Set 1 Set 2 Set 3 Set 4 Set 5 | 23 22 19 | Earls Court Exhibition Centre, Londres Público: 12 000 Árbitro(s): ITA Simone Santi CZE Karin Zahorcova |

## Fase final
|  | Quartas de final   | Quartas de final |              |              | Semifinal           | Semifinal           |  |  | Final        | Final |
|  |                    |                  |              |              |                     |                     |  |  |              |       |
|  | 8 de agosto        |                  |              |              |                     |                     |  |  |              |       |
|  |                    |                  |              |              |                     |                     |  |  |              |       |
|  | ARG Argentina      | 0                |              |              |                     |                     |  |  |              |       |
|  | ARG Argentina      | 0                | 10 de agosto |              |                     |                     |  |  |              |       |
|  | BRA Brasil         | 3                |              |              |                     |                     |  |  |              |       |
|  | BRA Brasil         | 3                | BRA Brasil   | 3            |                     |                     |  |  |              |       |
|  | 8 de agosto        |                  | BRA Brasil   | 3            |                     |                     |  |  |              |       |
|  |                    | ITA Itália       | 0            |              |                     |                     |  |  |              |       |
|  | USA Estados Unidos | ITA Itália       | 0            | 0            |                     |                     |  |  |              |       |
|  | USA Estados Unidos |                  | 12 de agosto | 0            |                     |                     |  |  |              |       |
|  | ITA Itália         | 3                |              |              |                     |                     |  |  |              |       |
|  | ITA Itália         | 3                | BRA Brasil   | 2            |                     |                     |  |  |              |       |
|  | 8 de agosto        |                  | BRA Brasil   | 2            |                     |                     |  |  |              |       |
|  |                    | RUS Rússia       | 3            |              |                     |                     |  |  |              |       |
|  | POL Polônia        | RUS Rússia       | 3            | 0            |                     |                     |  |  |              |       |
|  | POL Polônia        | 10 de agosto     |              | 0            |                     |                     |  |  |              |       |
|  | RUS Rússia         | 3                |              |              |                     |                     |  |  |              |       |
|  | RUS Rússia         | 3                | RUS Rússia   | 3            | Disputa pelo bronze | Disputa pelo bronze |  |  |              |       |
|  | 8 de agosto        |                  | RUS Rússia   | 3            | Disputa pelo bronze | Disputa pelo bronze |  |  |              |       |
|  |                    | BUL Bulgária     | 1            |              |                     |                     |  |  |              |       |
|  | BUL Bulgária       | BUL Bulgária     | 1            | 3            | ITA Itália          | 3                   |  |  |              |       |
|  | BUL Bulgária       |                  |              | 3            | ITA Itália          | 3                   |  |  |              |       |
|  | GER Alemanha       | 0                |              | BUL Bulgária | 1                   |                     |  |  |              |       |
|  | GER Alemanha       | 0                |              |              | 1                   |                     |  |  |              |       |
|  |                    |                  |              |              |                     |                     |  |  | 12 de agosto |       |
|  |                    |                  |              |              |                     |                     |  |  |              |       |

### Quartas de finais
| 8 de agosto 14:00 Relatório | Argentina  | 0 — 3                         | Brasil | Earls Court Exhibition Centre, Londres Público: 11 500 Árbitro(s): RUS Andrey Zenovich ITA Simone Santi |
| 8 de agosto 14:00 Relatório | 19 17 20 - | Set 1 Set 2 Set 3 Set 4 Set 5 | 25 -   | Earls Court Exhibition Centre, Londres Público: 11 500 Árbitro(s): RUS Andrey Zenovich ITA Simone Santi |

| 8 de agosto 16:00 Relatório | Estados Unidos | 0 — 3                         | Itália  | Earls Court Exhibition Centre, Londres Público: 14 000 Árbitro(s): CHN Wang Ning GRE Georgios Karampetsos |
| 8 de agosto 16:00 Relatório | 26 20 -        | Set 1 Set 2 Set 3 Set 4 Set 5 | 28 25 - | Earls Court Exhibition Centre, Londres Público: 14 000 Árbitro(s): CHN Wang Ning GRE Georgios Karampetsos |

| 8 de agosto 19:30 Relatório | Polônia    | 0 — 3                         | Rússia | Earls Court Exhibition Centre, Londres Público: 14 000 Árbitro(s): NED Frans Loderus EGY Mohamed Nasr Shaaban |
| 8 de agosto 19:30 Relatório | 17 23 21 - | Set 1 Set 2 Set 3 Set 4 Set 5 | 25 -   | Earls Court Exhibition Centre, Londres Público: 14 000 Árbitro(s): NED Frans Loderus EGY Mohamed Nasr Shaaban |

| 8 de agosto 21:30 Relatório | Bulgária | 3 — 0                         | Alemanha   | Earls Court Exhibition Centre, Londres Público: 12 000 Árbitro(s): HUN Bela Hobor DOM Denny Céspedes |
| 8 de agosto 21:30 Relatório | 25 -     | Set 1 Set 2 Set 3 Set 4 Set 5 | 20 16 14 - | Earls Court Exhibition Centre, Londres Público: 12 000 Árbitro(s): HUN Bela Hobor DOM Denny Céspedes |

### Semifinais
| 10 de agosto 15:00 Relatório | Rússia     | 3 — 1                         | Bulgária      | Earls Court Exhibition Centre, Londres Público: 13 500 Árbitro(s): CHN Wang Ning DOM Denny Céspedes |
| 10 de agosto 15:00 Relatório | 25 23 25 - | Set 1 Set 2 Set 3 Set 4 Set 5 | 21 15 25 23 - | Earls Court Exhibition Centre, Londres Público: 13 500 Árbitro(s): CHN Wang Ning DOM Denny Céspedes |

| 10 de agosto 19:30 Relatório | Brasil | 3 — 0                         | Itália     | Earls Court Exhibition Centre, Londres Público: 14 000 Árbitro(s): JPN Akihiko Tano QAT Ibrahim Al-Naama |
| 10 de agosto 19:30 Relatório | 25 -   | Set 1 Set 2 Set 3 Set 4 Set 5 | 22 12 21 - | Earls Court Exhibition Centre, Londres Público: 14 000 Árbitro(s): JPN Akihiko Tano QAT Ibrahim Al-Naama |

### Disputa pelo 3º lugar
| 12 de agosto 09:30 Relatório | Bulgária      | 1 — 3                         | Itália     | Earls Court Exhibition Centre, Londres Público: 12 000 Árbitro(s): NED Frans Loderus ARG Rolando Cholakian |
| 12 de agosto 09:30 Relatório | 19 25 22 20 - | Set 1 Set 2 Set 3 Set 4 Set 5 | 25 23 25 - | Earls Court Exhibition Centre, Londres Público: 12 000 Árbitro(s): NED Frans Loderus ARG Rolando Cholakian |

### Final
| 12 de agosto 13:00 Relatório | Rússia         | 3 — 2                         | Brasil     | Earls Court Exhibition Centre, Londres Público: 14 500 Árbitro(s): HUN Bela Hobor JPN Akihiko Tano |
| 12 de agosto 13:00 Relatório | 19 20 29 25 15 | Set 1 Set 2 Set 3 Set 4 Set 5 | 25 27 22 9 | Earls Court Exhibition Centre, Londres Público: 14 500 Árbitro(s): HUN Bela Hobor JPN Akihiko Tano |

## Classificação final

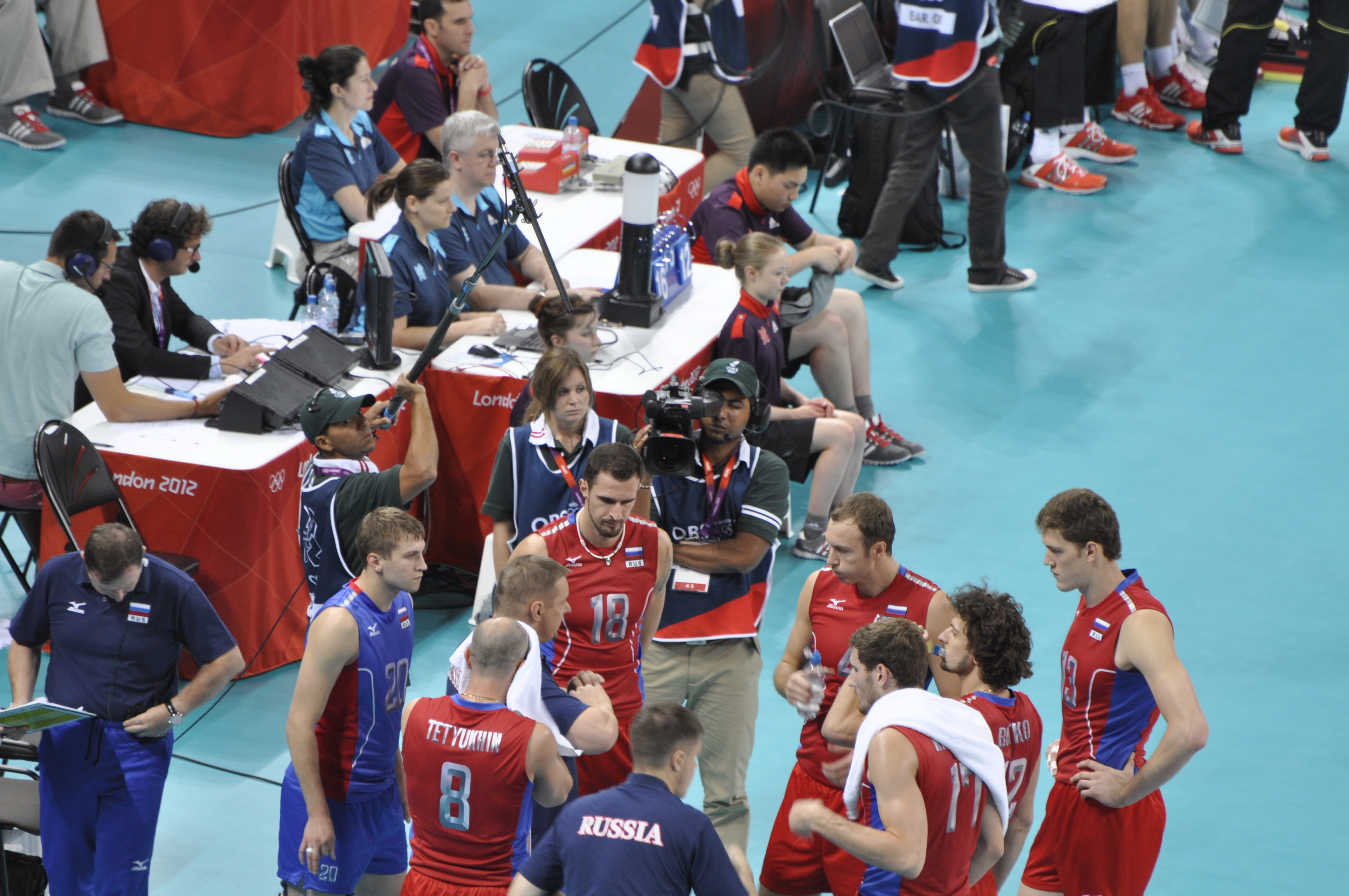
Seleção russa conquistou a medalha de ouro em Londres

| Pos. | Equipe             |
| ---- | ------------------ |
|      | RUS Rússia         |
|      | BRA Brasil         |
|      | ITA Itália         |
| 4    | BUL Bulgária       |
| 5    | ARG Argentina      |
| 5    | GER Alemanha       |
| 5    | POL Polônia        |
| 5    | USA Estados Unidos |
| 9    | AUS Austrália      |
| 9    | SRB Sérvia         |
| 11   | GBR Grã-Bretanha   |
| 11   | TUN Tunísia        |

## Melhores por fundamento
| Most Valuable Player | BRA Murilo Endres      |
| Melhor atacante      | RUS Maxim Mikhaylov    |
| Melhor bloqueador    | GER Max Günthör        |
| Melhor sacador       | ITA Cristian Savani    |
| Melhor defensor      | BUL Teodor Salparov    |
| Melhor líbero        | GER Markus Steuerwald  |
| Melhor levantador    | BUL Georgi Bratoev     |
| Melhor receptor      | POL Krzysztof Ignaczak |
| Maior pontuador      | RUS Maxim Mikhaylov    |